# Mårten Wewitzer

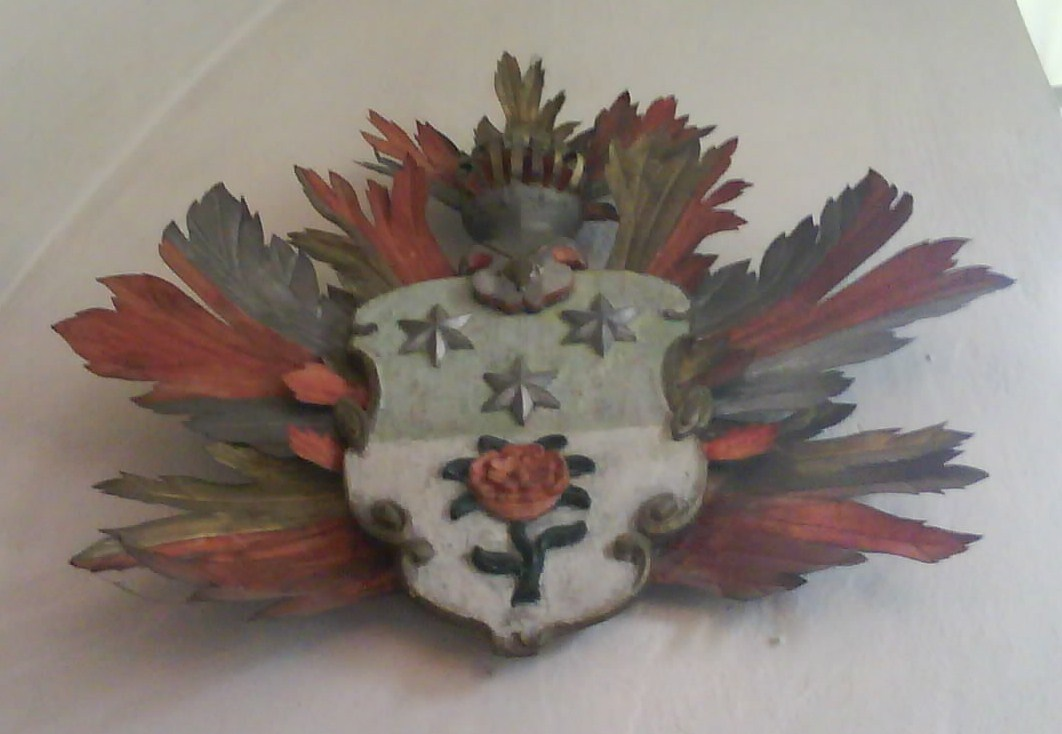
Mårten Rosenstiernas begravningsvapen i Vårdinge kyrka. Foto: Thomas Leijoncreutz.

Mårten Rosenstierna, före adlandet 1630 Wewitzer, född 8 juli 1582 i Pommern, död 21 november 1638 i Stockholm, var en svensk adelsman. 

## Biografi
Mårten Rosenstierna föddes 1582 på Schwantewitz i Pommern. Han var son till pensionarius Martin Wewitzer och Gertrud Titi Lubbid dotter. Rosenstierna inkom till Sverige 1603 och är detta år omnämnd som handelsman och borgare i Stockholm. Direktör för Handelskompaniet 1623. Räntmästare 1626. Från 1629 var han faktor i Räntekammaren och därmed den högst ansvarige att förse kungen med likvida medel. Utnämnd till generalriksräntmästare 1633. 
Mårten Wewitzer lyckades i likhet med andra samtida och mycket kapitalstarka köpmän i Stockholm såsom Louis de Geer, Peter Grönberg, Peter (Kruse) Crusebjörn och Erik Larsson von der Linde hamna i en synnerligen privilegierad och starkt dominerande ställning då de i praktiken fungerade som det svenska rikets krigsfinansiärer. Wewitzer kallades också i folkmun för "Kronans store långivare" just på grund av. sina många och stora penningtransaktioner med den svenska staten. Han adlades under namnet Rosenstierna av Gustav II Adolf den 13 maj 1630.
Mårten Rosenstierna d.ä. lät uppföra Rörstrands slott i Vasastaden i Stockholm och var även ägare till egendomarna Wisbohammar, Lida, Vårdinge och Hölö i Södermanland. Han avled 1638 och ligger begravd i den Rosenstiernska ättens gravkor i Vårdinge kyrka strax sydost om Gnesta.

### Familj
Rosenstierna gifte sig första gången 1611 med Beata Böckman (1593–1631). Hon var dotter till handelsmannen Didrik Böckman och Emerentia Voglers i Stockholm. De fick tillsammans barnen:
- Mårten Rosenstierna d.y. (1612-1651) Kammarjunkare hos Pfalzgreven Karl-Gustav (sedermera kung Karl X Gustav). Dödad i en duell i Nyköping den 7 september 1651 av en hovman hos änkedrottning Maria Eleonora, en överstelöjtnant Joakim Eden. Anledningen till duellen var att överstelöjtnanten "genom sin lakej hade låtit slå Mårten Rosenstierna en örfil."
- Emerentia Rosenstierna (-1645) Gift m. underståthållaren på slottet Tre Kronor, Reinhold Govert Leuhusen, av vilken hon fick Rissne gård i morgongåva.
- Gertrud Rosenstierna (-1685) Gift m. köpmannen och sedermera landshövdingen m.m. Peter (Kruse) Crusebjörn (se ovan).
- Beata Rosenstierna (-1684) Gift m. greven och generallöjtnanten m.m. Robert Lichton.
- Maria Rosenstierna (-1692) Gift m. greven och översten m.m. Per Lillie.
- Gunilla Rosenstierna (-1687) Gift m. landshövdingen m.m. Frans Crusebjörn.

(Ytterligare tre barn, en son och två döttrar, avlidna i späd ålder.)
Rosenstierna gifte sig andra gången 1635 i Stockholm med Elsa Olofsdotter Oxehufwud (död 1643). Hon var dotter till hovjunkaren Olof Bosson (Oxehufwud) och Märta Posse. De fick tillsammans barnen kommerserådet Bo Rosenstierna (1636–1676) som var gift med friherrinnan Edla Margareta Siöblad och godsägare Olof Rosenstierna (1638–1696).